# Ditrichum rufescens
Ditrichum rufescens là một loài rêu trong họ Ditrichaceae. Loài này được Hampe Hampe mô tả khoa học đầu tiên năm 1867.